# Saxby
Saxby (Duits: Saksbi) is een plaats in de Estlandse gemeente Vormsi, provincie Läänemaa. De plaats heeft de status van dorp (Estisch: küla).
Dat Saxby een Zweedse naam heeft komt doordat tot in 1944 voornamelijk Estlandzweden op het eiland Vormsi woonden. In dat jaar vluchtte vrijwel de hele bevolking voor het oprukkende Rode Leger over de Oostzee naar Zweden. By betekent ‘dorp’; sax is misschien afgeleid van saksa, het Estische woord voor ‘Duits’. Het is mogelijk dat het dorp is gesticht door een Duitser.

## Bevolking
De ontwikkeling van het aantal inwoners blijkt uit het volgende staatje:
| Jaar            | 2011 | 2017 | 2019 | 2021 |
| --------------- | ---- | ---- | ---- | ---- |
| Aantal inwoners | 4    | 6    | 7    | 5    |

## Ligging
Saxby ligt aan de noordwestelijke kust van het eiland Vormsi. De vuurtoren van Vormsi, gebouwd in 1864, staat bij Saxby. De vuurtoren ligt aan een kust met grillige stapelingen van zandsteen, die gevormd is in het Ordovicium, de Saxby kihistik. Zuidelijker staat een lichtbaken aan de kust. Een tweede lichtbaken staat verder het binnenland in en vormt een oriëntatiepunt naast de vuurtoren.

## Geschiedenis
Saxby werd voor het eerst genoemd in 1540 onder de naam Saxbw. In 1565 heette het dorp Saxeby, in 1636 droeg het de huidige naam Saxby. Het lag op het landgoed Magnushof (Suuremõisa).
Tussen 1977 en 1997 maakte Saxby deel uit van het noordelijke buurdorp Kersleti.

## Foto's

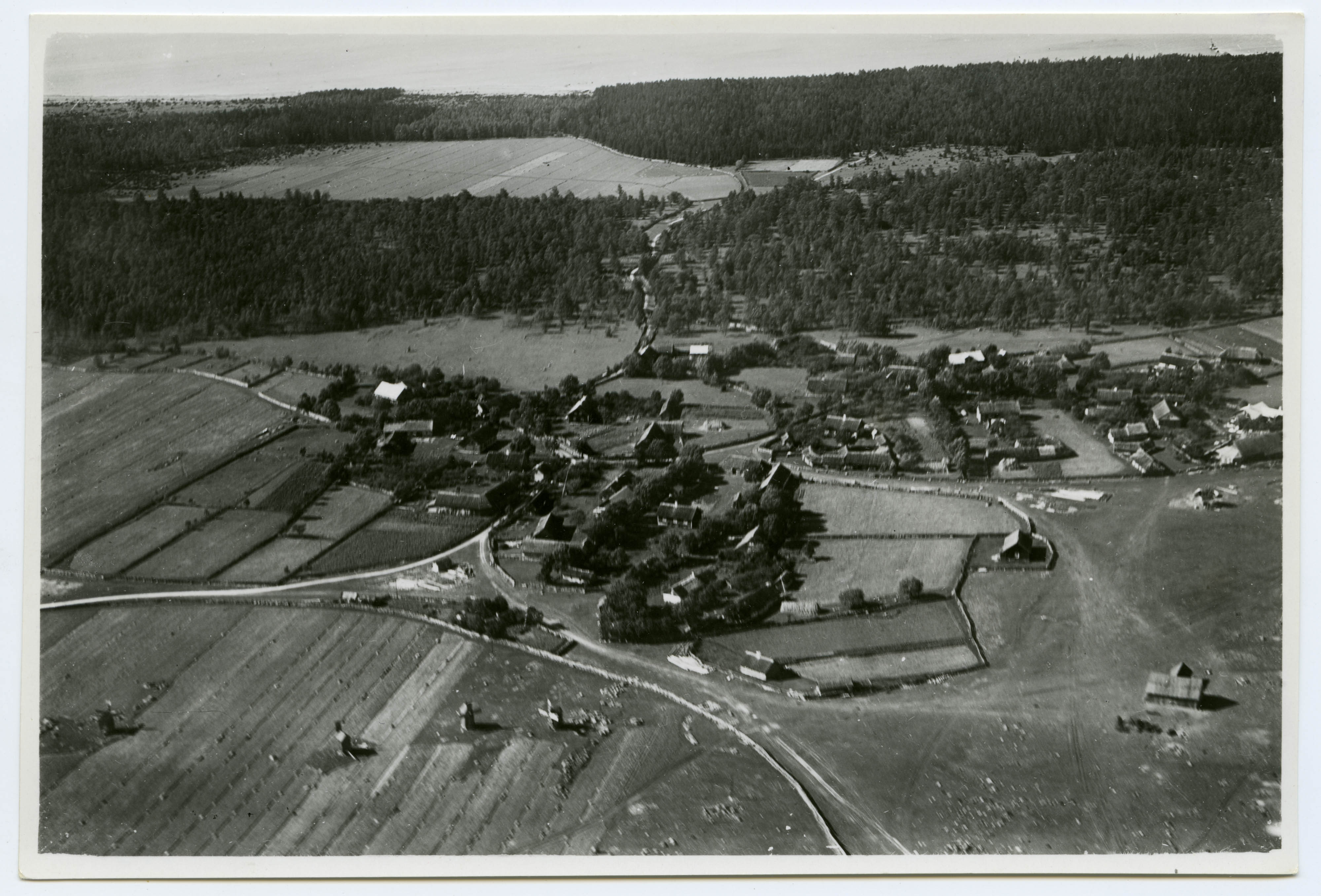
Saxby in 1934
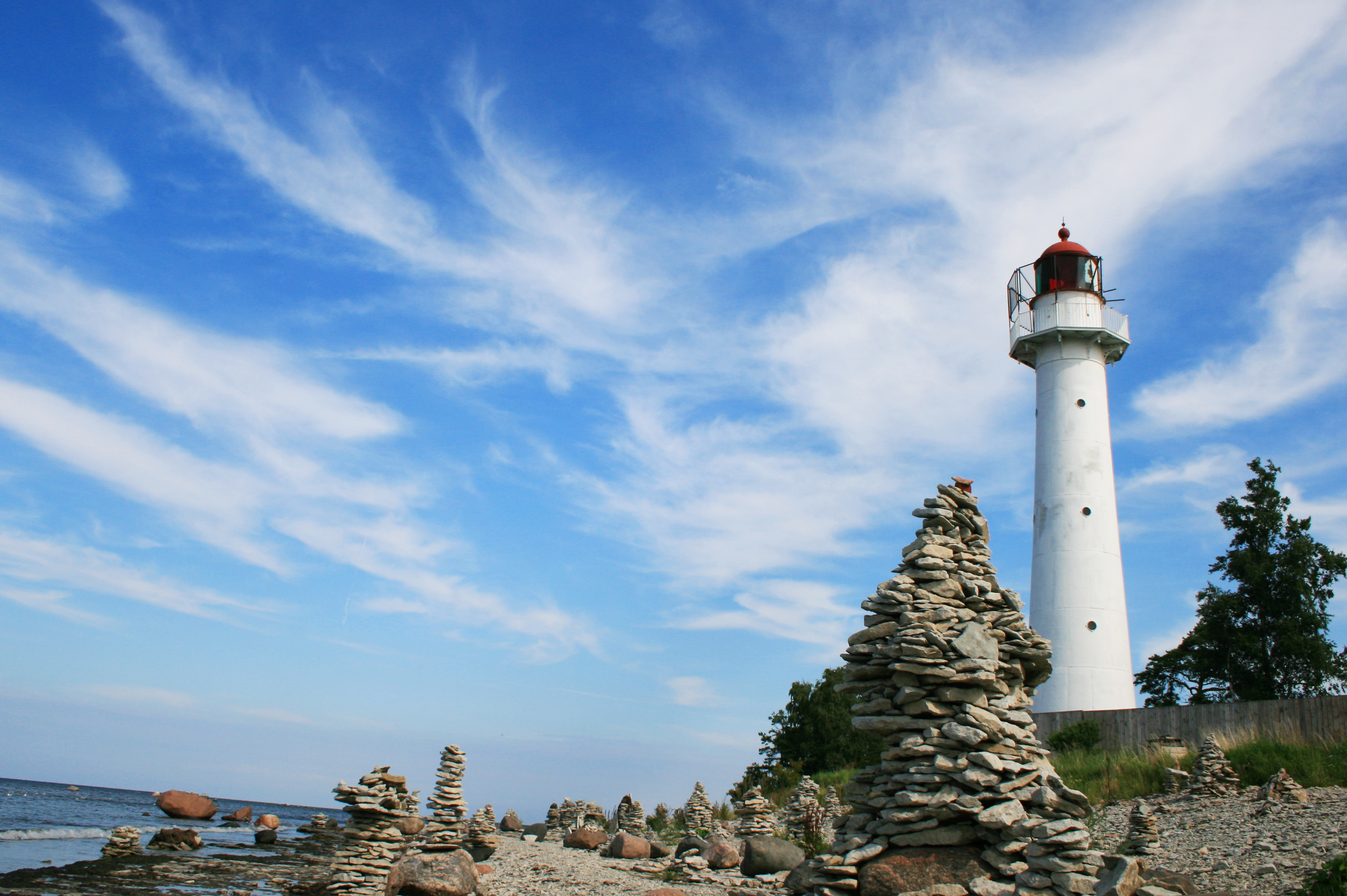
De vuurtoren aan de kust
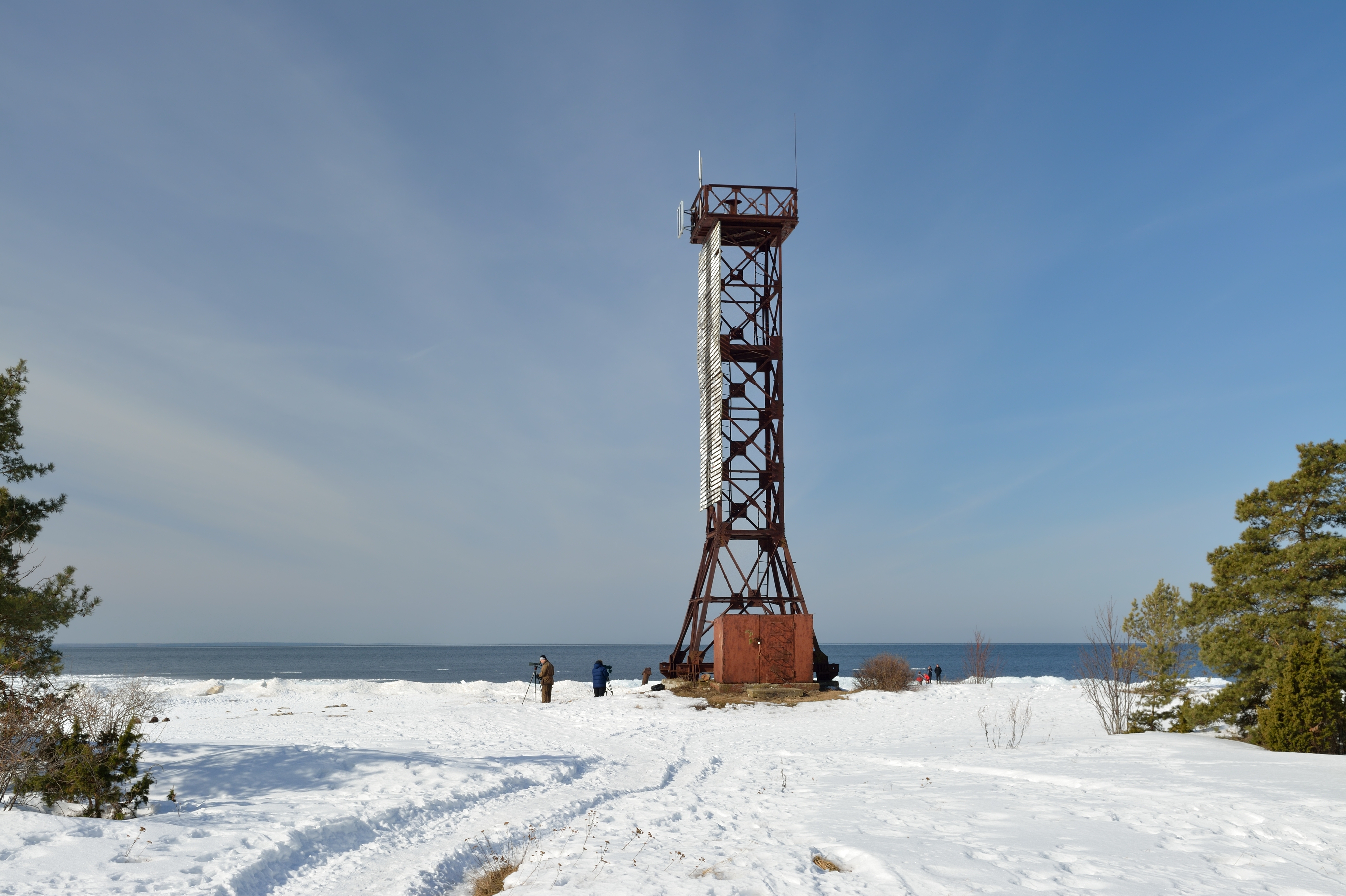
Lichtbaken aan de kust
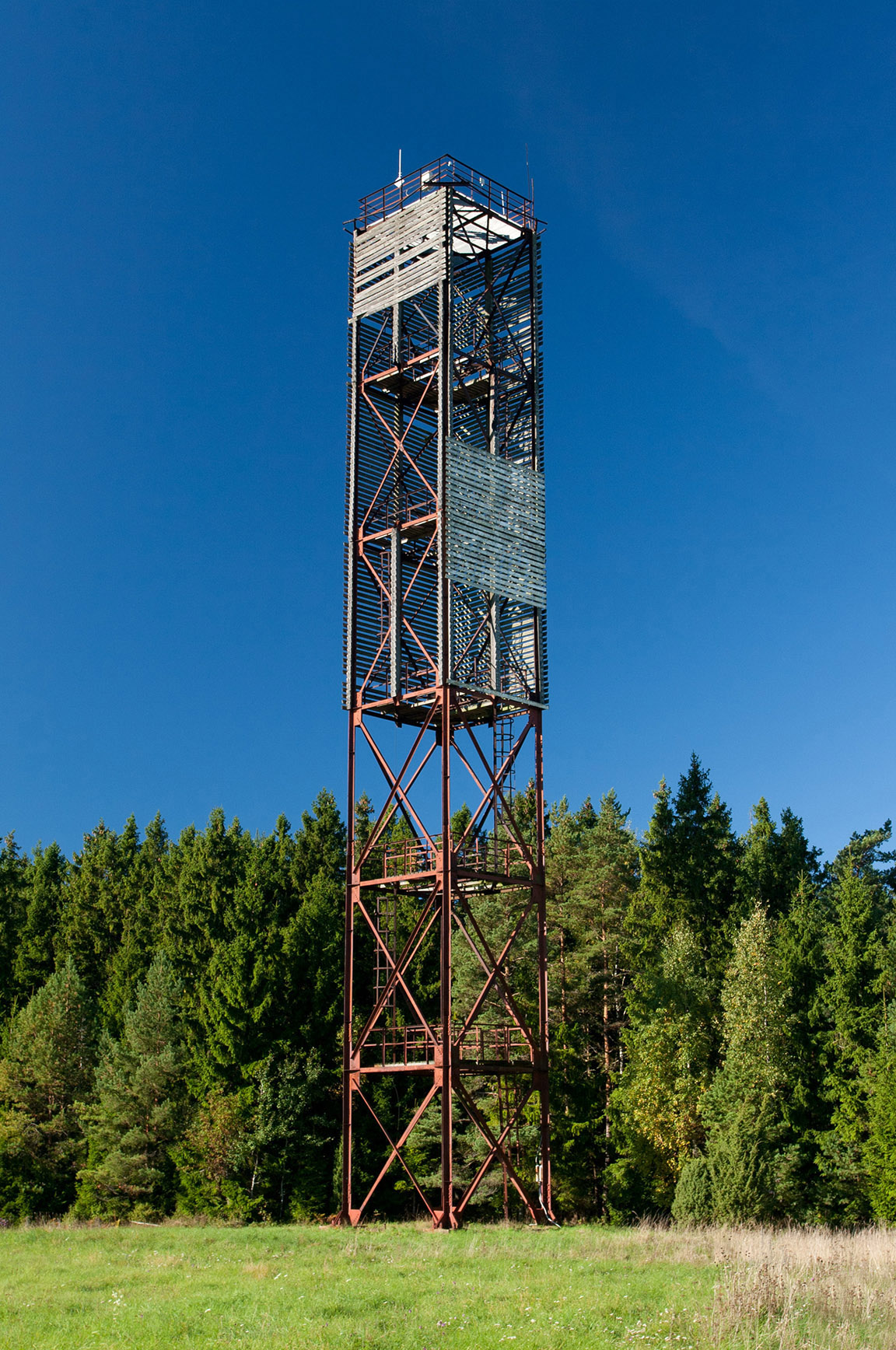
Lichtbaken in het binnenland
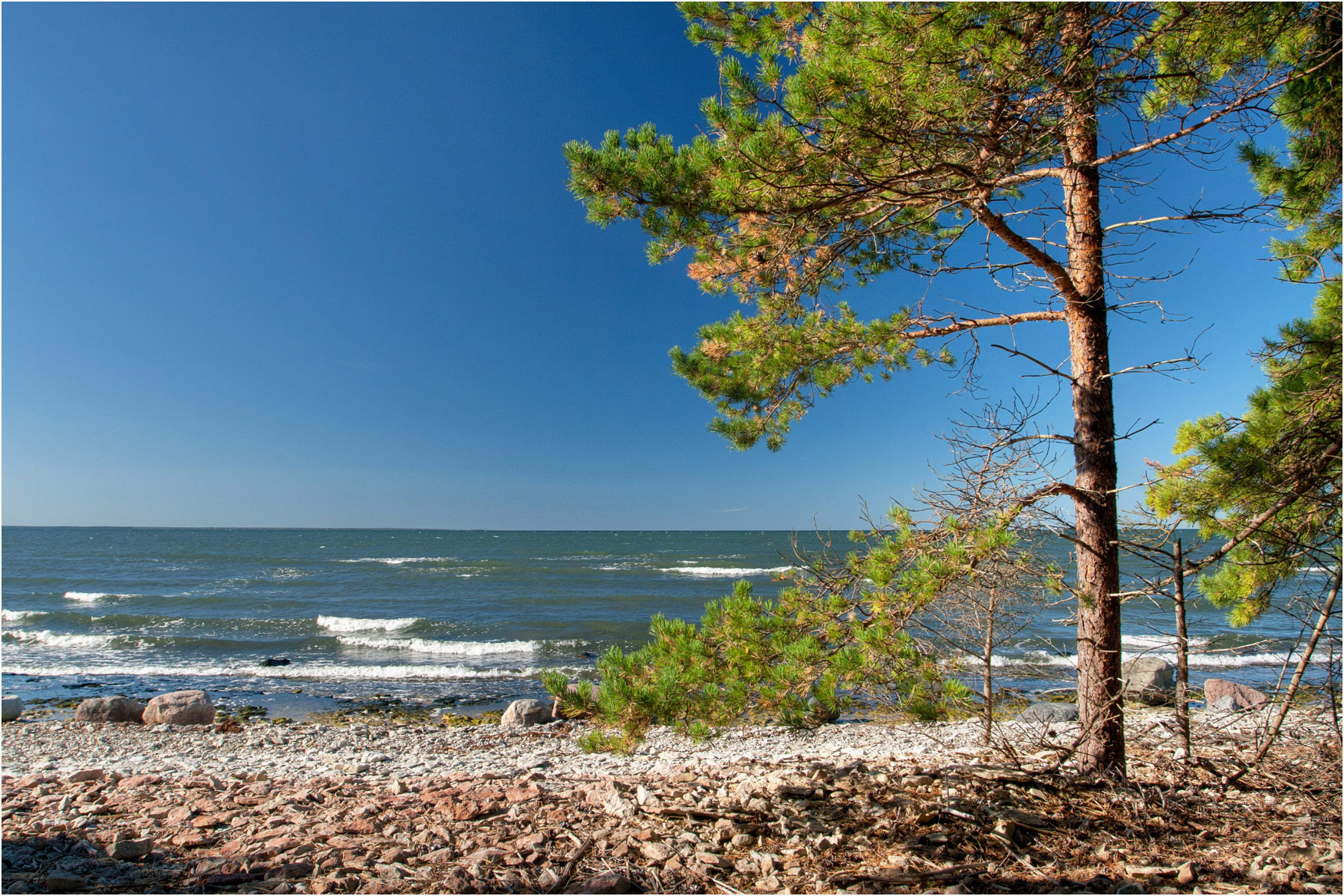
De kust
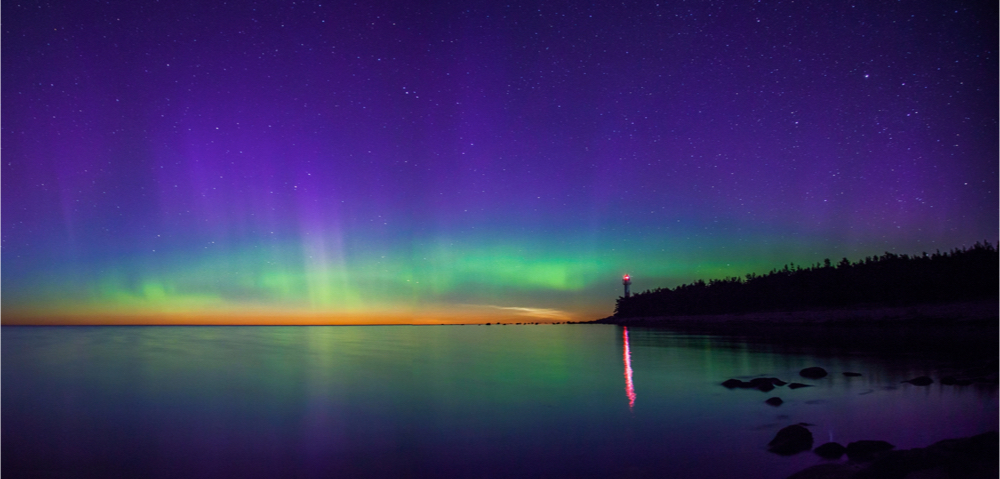
Noorderlicht bij Saxby